# Abadou
Abadou est une commune rurale de la province d'Al Haouz, dans la région de Marrakech-Safi, au Maroc. Son chef-lieu est un village du même nom.

## Historique
La commune d'Abadou créée en 1959, fait partie des 763 premières communes qui ont été formées lors du premier découpage communal qu'a connu le Maroc, elle se trouvait dans la province de Marrakech, précisément dans le cercle des Aït Ourir.
Avant le dernier décret datant de 2010, relatif à l'organisation territorial de la province d'Al Haouz, la commune d'Abadou se trouvait toujours dans le caïdat de Abadou mais au sein du cercle d'Aït Ourir. À partir de 2010, Abadou est située dans le caïdat de Abadou, relevant du cercle de Touama.

## Démographie
Elle a connu, de 1994 à 2004 (années des derniers recensements), une hausse de population, passant de 8 834 à 9 905 habitants.

## Administration et politique
Dans le cadre de la déconcentration, la commune rurale d'Abadou fait partie du cercle de Touama. 
Elle dispose d'un centre de santé communal avec accouchement dans son chef-lieu et d'un dispensaire rural dans le douar de Sahrij.